# Kambrische Explosion
Als kambrische Explosion, kambrische Artenexplosion oder auch kambrische Radiation (vgl. Adaptive Radiation) wird das fast gleichzeitige erstmalige Vorkommen von Vertretern fast aller heutigen Tierstämme im geologisch winzigen Zeitraum von 5 bis 10 Millionen Jahren zu Beginn des Kambriums vor etwa 541 Millionen Jahren bezeichnet. Die grundlegenden Körperbaupläne vieler mehrzelliger Tierstämme, die seitdem die Erde bevölkern, sind in Gesteinen dieser Epoche erstmals überliefert.
Das erste Auftreten von möglichen Vielzellern datiert man auf 2,1 Milliarden Jahre vor unserer Zeit (Gabonionta). Wie alle anderen Fossilien vor dem Mesoproterozoikum sind es schwer interpretierbare, zellkolonie-artige Bildungen ohne sicheren Bezug zu späteren Organismen. Erste Fossilien, die mit einiger Überzeugung morphologisch als Makroalgen ansprechbar sind, sind die etwa 1,2 Milliarden Jahre alte Bangiomorpha (möglicherweise eine Rotalge) und die etwa 800 Millionen Jahre alte Proterocladus (vermutlich eine Grünalge aus den  Chlorophyta). Wann genau erste vielzellige Tiere (Metazoa) auftraten, ist stark umstritten. Aus Erbgut-Vergleichen heutiger Tierarten mit den Methoden der molekularen Uhr ergeben sich z. T. sehr frühe Zeitpunkte für letzte gemeinsame Vorfahren vieler Tierstämme, ohne dass man aus diesen Epochen Fossilien fand. Eine Annahme ist, dass erste Vielzeller klein waren und weder ein Skelett noch andere Hartteile besaßen, so dass ihre fossile Überlieferung unwahrscheinlich wäre.
Aus den Erdzeitaltern vor dem Kambrium sind wesentlich weniger Fossilien bekannt als aus den Zeiten danach, so dass der gesamte Zeitraum von der Entstehung der Erde (vor grob abgeschätzt ca. 4,5 Milliarden Jahren) bis zur kambrischen Explosion vor 541 Millionen Jahren Präkambrium genannt wird.
Heute kann man diesen langen Zeitraum auch ohne Zuhilfenahme von Leitfossilien besser aufgliedern (→ Geologische Zeitskala).

## Die präkambrische Tierwelt
Im Ediacarium, der jüngsten Formation im Präkambrium, treten erstmals Fossilien größerer und komplexerer Tiere auf  (Ediacara-Fauna). Die Verwandtschaft dieser Formen zu den später lebenden Tieren ist unklar. Viele Forscher interpretieren sie als Diploblasten, d. h. Lebewesen, die wie die heutigen Quallen und Rippenquallen nur zwei Keimblätter besitzen. Der Körperbau einiger Formen erinnert etwa an Seefedern. Sie wurden aber auch schon als riesenhafte Einzeller interpretiert, die ein eigenes, ausgestorbenes Reich neben Tieren, Pilzen und Pflanzen bildeten, sogenannte Vendobionten. Möglicherweise handelt es sich auch um flechtenähnliche fossile Landpflanzen. Da diese schalen- und skelettlosen Lebewesen jeweils nur undeutliche und häufig schwer interpretierbare Abdrücke hinterlassen haben, ist eine sichere Zuordnung kaum möglich. Am weitesten entwickelt und im Zusammenhang mit der kambrischen Explosion am interessantesten unter den ediacarischen Fossilien ist die berühmte Kimberella, bei der es sich mit einiger Sicherheit um einen sehr urtümlichen Mollusken, also eine „Urschnecke“, handelt. Ein weiteres Fossil, das als Vorläufer der kambrischen Fauna gelten kann, ist Spriggina, ein segmentiertes Fossil, das möglicherweise einen anneliden Wurm darstellt. Aus derselben Zeit wie die Ediacara-Fauna stammen vermutlich auch winzige, plastisch (d. h. nicht nur als Abdrücke) erhaltene Mikrofossilien aus Phosphatgesteinen der Doushantuo-Formation aus China, die oft als Larven oder Embryonen vielzelliger Tiere gedeutet werden, obwohl diese Deutung nach jüngeren Untersuchungen an Wahrscheinlichkeit verloren hat. Einige Forscher interpretieren Funde aus dieser Epoche (Vernanimalcula) als Überreste kleiner wurmartiger Tiere, die dem Überstamm der Deuterostomia angehören. Dieser Deutung wird aber von anderen Wissenschaftlern widersprochen.

## Bedeutung
Mit der kambrischen Explosion erscheinen zwei neue, grundlegende Muster für Körperbaupläne. Die Fossilien des Kambriums belegen erstmals Lebewesen sowohl mit einer radialsymmetrischen Struktur als auch mit rechts-links-Symmetrie und einer zusätzlichen, von oben nach unten verlaufenden Längsachse des Körpers. Diese als „Zweiseitentiere“ (Bilateria) bezeichneten Tiere stammen vermutlich alle von einem gemeinsamen Vorfahren ab. Diese Annahme liegt durch die Entdeckung der sog. Hox-Gene nahe, die die Ausprägung der grundlegenden Körperbaupläne aller Tiere steuern. Die Hox-Gene aller Bilateria sind homolog, d. h. ihre DNA-Sequenzen entsprechen sich so stark, dass man die Entstehung aus demselben ursprünglichen Gen annehmen muss. Amorphe Mehrzeller benötigen nur ein Hox-Gen für ihren Körperbauplan. Radialsymmetrische Lebewesen erfordern zwei Hox-Gene als genetische Grundausstattung (bei den heutigen Nesseltieren verwirklicht). Die heute lebenden Nachfahren der komplexeren Lebewesen des Kambriums hingegen weisen mindestens einen Hox-Cluster aus vier Hox-Genen und dazu einen Para-Hox-Cluster mit ebenfalls vier Hox-Genen auf. Für den Vorfahren aller Bilateria („Urbilateria“) wird aus den heute vorhandenen Genen ein Grundbauplan mit sieben Hox-Genen rekonstruiert. Bei den heutigen Protostomia gibt es acht Hox-Gene, bei den Chordaten vierzehn. Bei den höheren Wirbeltieren existieren 39 Hox-Gene in vier Clustern; hier nimmt man eine Entstehung aus den ursprünglichen vierzehn Genen durch zweimalige Verdoppelung des gesamten Genoms (mit anschließendem Verlust einiger Gene) an. Die zunehmende Komplexität der genetischen Baupläne erklärt sich leicht, denn zusätzlich zum geometrischen Körperbauplan müssen die Gene eine räumliche und zeitliche Codierung für die Spezialisierung unterschiedlicher Zellen an unterschiedlichen Orten vorgeben.
Eine weitere wichtige Neuheit bei der Fauna des Kambriums ist das erstmalige Auftreten von Tieren, die harte Schalen oder ein Skelett besitzen. Auch bei Tieren ohne kalkige Skelettelemente treten stabile Körperhüllen z. B. aus Chitin oder Knorpelsubstanz auf, wie sie z. B. bei den kambrischen Fossilien aus den sog. Burgess-Schiefern überliefert sind. Außerdem sind (von einigen Vertretern der rätselhaften Ediacara-Fauna abgesehen) Tiere mit größerem Körper vorher nicht aufgetreten.
Da mit dem Kambrium auch erstmals in größerem Umfang Sedimente mit Ichnofossilien, d. h. fossilierten Spuren von Tieren auftreten, ist davon auszugehen, dass auch die Entstehung von Tieren, die auf dem Meeresboden kriechen oder in ihm graben können, auf diese Epoche zurückgeht. Tatsächlich ist die Basis des Kambriums nicht durch ein Körperfossil, sondern durch das erste komplexe Spurenfossil definiert. Die als Treptichnus pedum beschriebene Spur geht wahrscheinlich auf einen Priapuliden zurück.

## Deutungen
Das plötzliche, parallele Auftreten so vieler Tiere mit ganz unterschiedlichen Körperbauplänen in einer geologisch kurzen Epoche stellt für die Evolutionsforschung, seitdem es im 19. Jahrhundert entdeckt worden ist, ein wichtiges Problem dar. Frühere Versuche, sie ausschließlich durch den Zufall der fossilen Überlieferung zu erklären, sind heute nicht mehr glaubwürdig, weil inzwischen weltweit zahlreiche Fossillagerstätten neu entdeckt und ausgewertet worden sind. Die kambrische Explosion gilt heute deshalb übereinstimmend als ein reales Phänomen. Obwohl ein weit höheres Alter vieler Tierstämme weiterhin möglich erscheint, können entsprechende Vertreter bestenfalls millimetergroße, weichhäutige Geschöpfe gewesen sein. Ansonsten müsste man inzwischen Fossilien von ihnen, oder zumindest von ihren Spuren, entdeckt haben. Über buchstäblich jedes in Frage kommende ältere Fossil, das entsprechend gedeutet wurde, wird zwischen verschiedenen Forschern erbittert gestritten. Erklärungsbedürftig ist vor allem, warum offensichtlich auf der jungen Erde das Leben vergleichsweise schnell entstanden ist, es dann aber viele hundert Millionen Jahre bis zum Auftreten komplexerer Vielzeller gedauert hat. Einigkeit über den Auslöser der kambrischen Explosion (oder das geologisch vergleichsweise kurz davor liegende Vorspiel der Ediacara-Fauna) gibt es innerhalb der Forschung bis heute nicht. Die diskutierten Hypothesen lassen sich in zwei Gruppen zusammenfassen:

### Biologisches „Wettrüsten“
Nach dieser Hypothese war es das Auftreten der ersten komplexen Vielzeller selbst, das die Entwicklung in Gang brachte. Die ersten Vielzeller hätten demnach nur sehr geringe adaptive Vorteile gehabt. Waren aber in einer langsamen Entwicklung daraus erst einmal bewegliche Tiere, möglicherweise mit räuberischer Ernährung, entstanden, stellten sie einen tiefgreifenden Selektionsfaktor dar. Schalen und Skelette könnten dann als Schutzmechanismus gegen Prädation entstanden sein. Die Entstehung von Tieren mit grabender und wühlender Lebensweise war ebenfalls ein Schlüsselereignis. Sie zerstörte vermutlich die stabilen mikrobiellen Matten, die vorher den Ozeanboden bedeckten, und schuf dort vollkommen neue ökologische Bedingungen.

### Abiotische Bedingungen
Andere Hypothesen gehen davon aus, dass das Entstehen höherer Vielzeller zu einem früheren Zeitpunkt unmöglich gewesen wäre, weil die Lebensbedingungen in den Ozeanen ihre frühere Entwicklung nicht zuließ. Demnach hätten sich die präkambrischen Meere in irgendeinem Schlüsselfaktor von den heutigen Meeren unterschieden. Die verbreitetste Hypothese nimmt an, dass der Sauerstoffgehalt im Meer erst zu diesem Zeitpunkt ein für höheres Leben ausreichendes Niveau erreichte. Neuere Hypothesen weisen auf die mögliche Bedeutung zu hoher Temperaturen oder Salzgehalte im Ozean hin, beides Faktoren, die auch den Sauerstoffgehalt entscheidend beeinflussen können. Schließlich wird auch über einen Einfluss des Calciumgehalts im Meerwasser nachgedacht. Dieser Hypothese zufolge wären die Schalen und Skelette zunächst so etwas wie Abfallprodukte gewesen, um überschüssiges Calcium auszuscheiden.
Eine weitere aus der geologischen Erforschung von Gesteinen aus dem ausgehenden Präkambrium bekannte Tatsache ist, dass damals sehr starke Eiszeiten auftraten. Viele Forscher interpretieren die Befunde so, dass so gut wie der gesamte Erdball, einschließlich der Meere, eisbedeckt war. Als „Schneeball Erde“ werden die Sturtische Vereisung und die darauf folgende Marinoische Eiszeit bezeichnet. Man nimmt an, dass das Auseinanderbrechen des Superkontinents Rodinia viel Flutbasalt freisetzte, dessen Verwitterung der Atmosphäre sehr viel Kohlendioxid entzog. Der dadurch reduzierte Treibhauseffekt führte zur Sturtischen Vereisung.

## Entwicklung

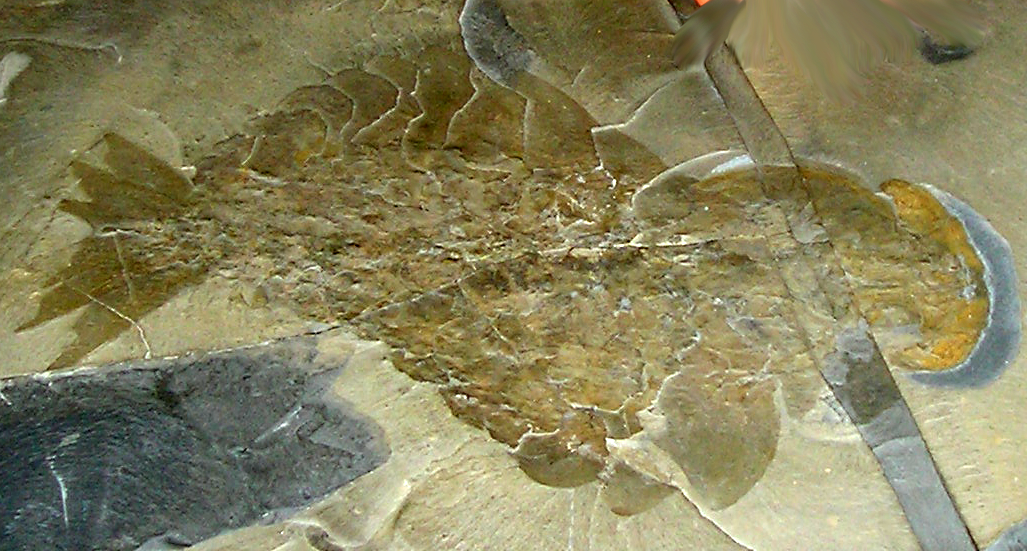
Anomalocaris aus dem Burgess-Schiefer

Im spätesten Ediacarium treten mit Cloudina, Sinotubulites und wenigen anderen Vertretern erstmals Arten mit Skelett-Elementen auf; es handelt sich in allen Fällen um äußere Hüllen oder röhrenförmige Bildungen. Die Zuordnung dieser fossilen Formen zu ausgestorbenen oder rezenten Tierstämmen ist unsicher und umstritten, meist werden sie als frühe Nesseltiere (oder ausgestorbene Vertreter mit einer ähnlichen Organisation des Körperbaus, Diploblasten mit nur zwei Keimblättern) interpretiert. Im frühesten Kambrium (der Stufe des Fortuniums und der zweiten Stufe im Terreneuvium, früher auch Tommotium genannt) werden solche skelett-tragenden Formen häufiger und diverser (nachdem die meisten Ediacara-Fossilien ohne Hartteile bereits im späten Ediacarium nach und nach verschwunden waren). Neben röhrenförmige Mikrofossilien treten zahn- oder hakenartige Bildungen (Protoconodonten), heute als Kieferapparat früher Pfeilwürmer (Chaetognatha) interpretiert, als Schalen früher Mollusken interpretierte Bildungen und Sklerite von Lobopoden. Für viele dieser Formen, darunter die auch in Nordeuropa recht häufig gefundene Mobergella, ist die taxonomische Zuordnung bis heute unklar. Die meist aus Calciumphosphat bestehenden, isolierten Schalen und Sklerite werden dadurch gewonnen, dass Kalkgestein in Säure aufgelöst wird, wobei sie als Rückstand zurückbleiben. Die Fossilgemeinschaft wird als „Small-Shelly-Fauna“ umschrieben. Während früher davon ausgegangen wurde, dass der Übergang zwischen der späten Ediacara-Fauna und der Anabarites trisulcatus–Protohertzina anabarica Zone des frühesten Kambriums (als erster Zone der Small-Shelly-Fauna) relativ abrupt war, möglicherweise sogar von einem Massenaussterben am Ende des Ediacariums begleitet, ist durch neuere Funde aus Ostasien ein über mehrere Millionen Jahre verteilter gradueller Übergang nachgewiesen.
Das Bild von einem abrupten Übergang an der Basis des Kambrium wird also, bei genauerer Untersuchung der frühen Stufen des Kambriums, deutlich modifiziert. Skelett-tragende Formen treten zuerst bei den Schwämmen und Nesseltieren, ab dem Fortunium bei zahlreichen Lophotrochozoen wie Mollusken und Brachiopoden auf. In der dritten Serie des Kambriums treten mit den  Trilobiten die Gliederfüßer, wenig später mit den ersten fossilen Stachelhäutern (Echinodermata) auch die Deuterostomia im Fossilbericht auf. Diese Übergangsperiode lässt eine zwar in geologischen Zeiträumen recht kurze, für Evolutionsvorgänge aber durchaus lange Übergangsperiode erkennen, auch wenn der genaue Zeitpunkt des Auftretens der Tierstämme aufgrund einer anzunehmenden „Ghost Range“ ohne Fossilnachweise niemals präzise anzugeben sein wird.

## Popularisierung
Die kambrische Explosion wurde unter anderem durch Stephen Jay Goulds Buch Zufall Mensch. Das Wunder des Lebens als Spiel der Natur (1989) popularisiert. Er bezeichnet die oben erwähnten, nur im Kambrium nachgewiesenen Tierfamilien dort als „einmalig“, „rätselhaft“ oder „erstaunlich“, um das Thema einer breiten Öffentlichkeit nahezubringen.
Journalisten popularisierten die kambrische Radiation, deren wichtigste fossile Belege aus dem Burgess-Schiefer in Nordamerika stammen, in den USA weiter in Richtung Einmaligkeit. Das TIME-Magazin widmete dem Kambrium eine Cover-Story mit dem Titel Evolution’s Big Bang (Ausgabe vom 4. Dezember 1995) und verglich dabei das Auftreten vieler neuer Tierarten und Stämme im Kambrium mit dem Urknall des Universums. Obwohl inzwischen immer mehr Vorläufer dieser Arten aus wesentlich älteren Formationen entdeckt wurden und dadurch die Einteilung der geologischen Zeitskala auch für das Präkambrium von Geologen verfeinert werden konnte, ging die Interpretation dieser journalistischen Artikel eher in Richtung eines einmaligen Ereignisses, bei dem viele Tierstämme in relativ kurzer Zeit entstanden sein sollen.